# Rio Santa Maria do Doce
O rio Santa Maria do Doce (ou rio Santa Maria do Rio Doce) é um curso de água do estado do Espírito Santo, Brasil. É um afluente da margem direita do rio Doce.
O rio Santa Maria do Doce apresenta 93 km de extensão e drena uma área de 935 km² que engloba parte dos municípios de Santa Teresa, São Roque do Canaã e Colatina. Sua nascente está localizada no município de Santa Teresa a uma altitude de 980 metros na serra do Gelo. Em seu percurso, atravessa a zona urbana do município de São Roque do Canaã. Ao alcançar a cidade Colatina, tem sua foz no rio Doce.